# Gersdorfer Ruine
Koordinaten: 50° 52′ 59,4″ N, 13° 55′ 28,8″ O

Ruine von Gersdorf – Radierung von Ludwig Richter um 1820

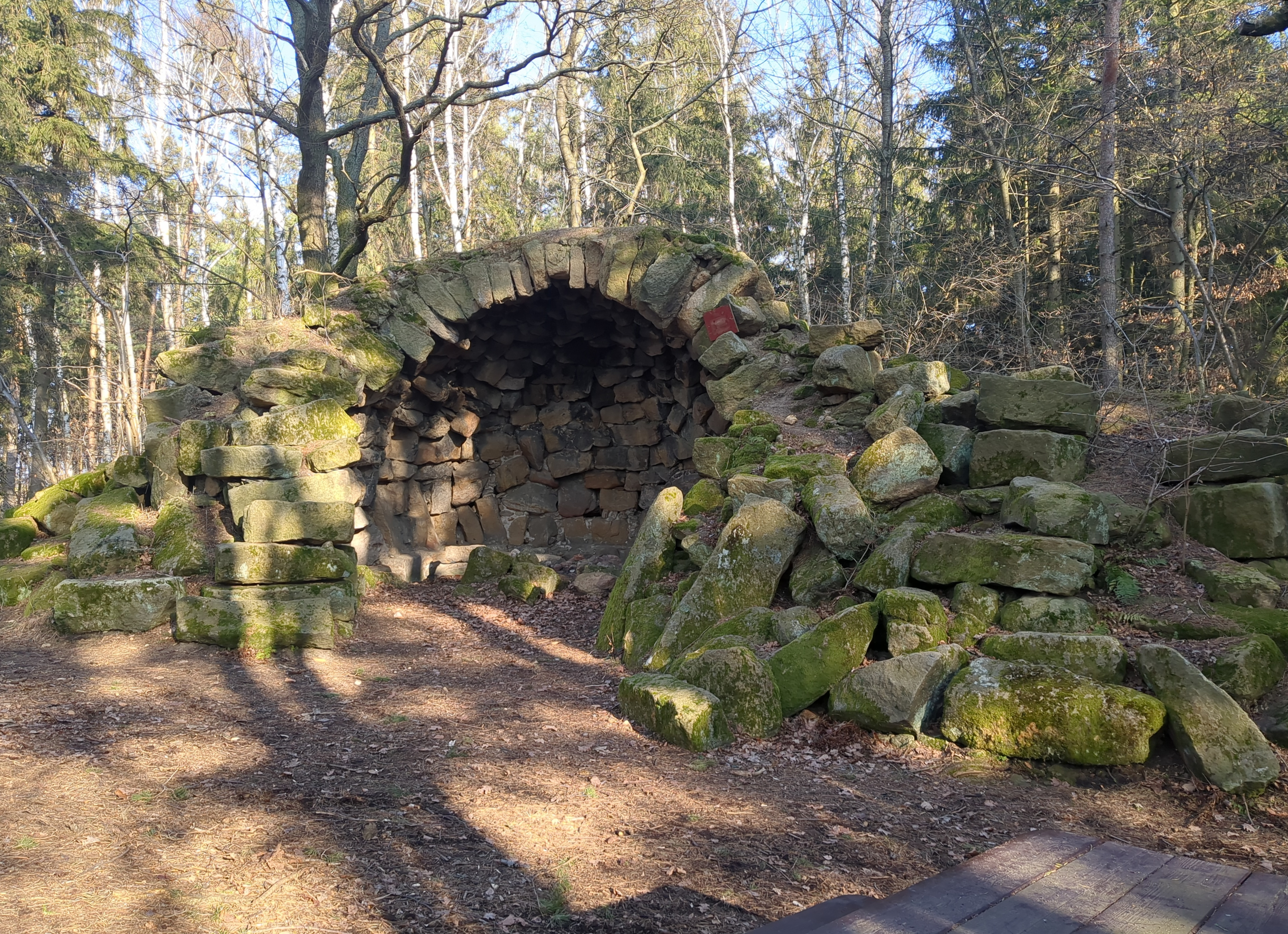
Die Ruine im Jahr 2025

Die Gersdorfer Ruine befindet sich im Cottaer Busch, dem ehemaligen Grenzland zwischen Meißen und Böhmen, in der Nähe von Berggießhübel oberhalb von Gersdorf in der Gemeinde Bahretal, etwa 10 km von Pirna entfernt. Sie ist als Kulturdenkmal der Gemeinde Bahretal ausgewiesen.
Der Bau wurde 1820 als künstliche Ruine errichtet und sollte als Jagdunterstand dienen. Er ist als Nachbildung eines runden etwa 5 Meter hohen abgebrochenen Burgturmes ausgeführt. Die Ruine bildet einen halboffenen, aus Sandsteinblöcken überwölbten Raum mit einer versteckten Kochstelle. Erbauer war der damalige Rittergutsbesitzer von Gersdorf, der Generalleutnant von Leyser. Durch den naturbedingten Verfall seit 1900 ist die künstliche zu einer natürlichen Ruine geworden. Die in der Radierung gezeigte ehemalige Ansicht der Aussichtsplattform auf der Ruine ist bereits verfallen, die Aussicht durch den Wald zugewachsen.